# Étienne de Joinville
Étienne de Joinville, auch Stephanus von Joinville, (* 11. Jahrhundert; † 1124 in Bèze) war Benediktiner und Abt der Abtei Saint-Pierre in Bèze.

## Leben

Wappen des Hauses Joinville

Étienne de Joinville wurde als jüngster Sohn von Gottfried I. de Joinville und seiner Ehefrau Blanche von Reynel geboren.
Aufgrund der Primogenitur gegenüber seinem Bruder Gottfried in der Erbfolge der Herren von Joinville unberücksichtigt, wurde er von seiner Familie früh für den geistlichen Stand vorgesehen und dem Kloster Saint-Claude übergeben. Dort erhielt er seine religiöse Erziehung unter Simon von Crépy und blieb der Abtei für zehn Jahre als Konventuale erhalten.
Danach trat Étienne als Mönch der Abtei Cluny bei, wo sein Onkel Guy als Großprior wirkte und folgte ihm 1079, mit dessen Ernennung zum Abt des Klosters von Montierneuf, nach Poitiers.
Später leitete Étienne de Joinville das Priorat von Bar-sur-Aube, welches der Abtei von Saint-Claude unterstand und wurde schließlich im Jahr 1088 von Robert von Burgund, dem Bischof von Langres, zum Abt der Abtei Saint-Pierre in Bèze geweiht, der er bis zu seinem Tod 1124 vorstand.
Joinville gilt als der wichtigste Abt des Klosters von Bèze im Hochmittelalter; unter seiner Führung erlebte die Abtei eine wirtschaftliche Blüte und die Zahl der Konventualen erhöhte sich auf bis zu 150 Mönche. 
Während Joinvilles Abbatiat besuchte Papst Paschalis II. vom 17. bis 19. Februar 1107 die Abtei von Béze und weihte am Tag nach seiner Ankunft in einem Gottesdienst den Hochaltar der Klosteranlage.
Seine Grabinschrift lautete: 
Abbas ecclesiam venerabiliter renovavit / Dum res ecclesiæ pro posse suo decoravit / Stephanus ecclesiæ caput extendit super amnem.